# 鎧武外伝
『鎧武外伝』（ガイムがいでん）は特撮テレビドラマ『仮面ライダー鎧武/ガイム』のオリジナルビデオ作品。
本項目ではその後日譚である『小説 仮面ライダー鎧武』についても解説する。

## 概要
『仮面ライダー鎧武/ガイム』のサブキャラクターを主人公に据えたスピンオフ作品であり、1本のソフトに2つのストーリーが収録されている。平成ライダーシリーズのVシネマでスピンオフは『仮面ライダーW RETURNS』以来である。
2015年4月22日に第1弾『仮面ライダー斬月/仮面ライダーバロン』が、同年11月11日に第2弾『仮面ライダーデューク/仮面ライダーナックル』が発売された。
本作品の好評を受けて、『鎧武/ガイム』の次作『仮面ライダードライブ』でもスピンオフ作品『ドライブサーガ』が制作された。
また、2020年10月25日・11月1日には東映特撮ファンクラブにて第3弾『仮面ライダーグリドンVS仮面ライダーブラーボ』が配信された。

### 斬月/バロン（概要）
テレビシリーズのサブキャラクター呉島貴虎 / 仮面ライダー斬月と駆紋戒斗 / 仮面ライダーバロンをそれぞれ主人公に据えたスピンオフ作品2本立て。両作品とも、テレビシリーズ第20話直後を舞台としており、テレビシリーズでは描かれなかった貴虎と戒斗のそれぞれの過去も掘り下げられる。また両作品とも新アームズと新仮面ライダーが登場する。テレビシリーズからも多数のアーマードライダーが引き続き登場するが、鎧武および斬月 メロンアームズは本編には未登場である。
監督は『劇場版 仮面ライダー鎧武 サッカー大決戦!黄金の果実争奪杯!』などを担当した金田治が両作品を手がける。脚本もテレビシリーズに参加した鋼屋ジンと毛利亘宏が各編を担当している。
『仮面ライダー斬月』はテレビシリーズでは描かれなかった呉島家の秘話と、『007』のジェームズ・ボンドを意識した貴虎とゲストヒロインとの絡みが中心となっている。これまでの作品では少なかった貴虎のアクションシーンも存在する。
『仮面ライダーバロン』では戒斗役の小林豊が一人二役を務める。兼役となるシャプールは小林本人の人物像をモデルとしており、俳優となる前はパティシエであった小林の経験を活かした菓子作りのシーンも盛り込まれている。
通常版に加えてDXロックシードが付属したロックシード版が同時発売され、さらにプレミアムバンダイにて「DXウォーターメロンロックシード 仮面ライダー斬月セット」が限定発売された。

### デューク/ナックル（概要）
テレビシリーズのサブキャラクター戦極凌馬 / 仮面ライダーデュークとザック / 仮面ライダーナックルをそれぞれ主人公に据えたシリーズ第2弾。『鎧武外伝2』と略記されることもある。
『仮面ライダーデューク』はテレビシリーズの第12話から第14話の間のころを舞台とし、ユグドラシルメンバーの過去も描かれる。
『仮面ライダーナックル』は『仮面ライダー×仮面ライダー ドライブ&鎧武 MOVIE大戦フルスロットル』の1年後を舞台とし、チームバロンの過去も描かれる。
『鎧武/ガイム』の主人公である葛葉紘汰は登場しない。スタッフは前作に引き続き、金田治が監督を、鋼屋ジンと毛利亘宏が脚本を担当する。
前作同様、DXロックシードが付属したロックシード版が同時発売され、プレミアムバンダイにて「DXマロンエナジーロックシード&ゲネシスコアユニット」と「DXセイヴァーアロー&ザクロロックシード」が限定発売された。
2015年11月23日付オリコンDVD総合週間ランキングでは、特撮作品としては『帰ってきた侍戦隊シンケンジャー 特別幕 超全集版』以来5年5ヶ月ぶり2作目となる首位を獲得した。

### グリドンVSブラーボ（概要）
テレビシリーズのサブキャラクター城乃内秀保 / 仮面ライダーグリドンと凰蓮・ピエール・アルフォンゾ / 仮面ライダーブラーボを主人公に据えたシリーズ第3弾。

## 企画経緯

### 斬月/バロン（企画経緯）
スピンオフ作品の制作は、テレビシリーズ製作中からプロデューサーの武部直美が提案しており、『ドライブ&鎧武』の撮影開始ごろに制作が決定された。
物語の時間軸は、テレビシリーズで戒斗が死んでいることや、『ドライブ&鎧武』が後日譚となっていたことなどから、テレビシリーズ途中での出来事とされた。『バロン』はプロット制作が難航し、シリアスからコメディまで内容が2転3転した後、小林の一人二役という案が出て方向性が定まった。
新アームズおよび新仮面ライダーの登場は、映像ソフトにロックシードを付属させることを前提に考案されたが、完全新規のものを用意することはできず、いずれも既存のアーマードライダーのものを流用している。

### デューク/ナックル（企画経緯）
黒の菩提樹は、鎧武の小説化などに伴い、ユグドラシルに対抗する組織として西洋的なイメージであったユグドラシルとは対照的な東洋的なイメージから「菩提樹」という案になり、Vシネマ作品であるため、テレビでは描きづらい自爆テロを行うカルト教団という設定になった。

## 『仮面ライダー斬月』

### ストーリー（斬月）
呉島貴虎がヘルヘイムの森の真実を葛葉紘汰に伝えたころ、謎のアーマードライダーが次々とユグドラシルの者を襲撃する事件が発生していた。
貴虎は捜査を始めるが、その最中、呉島家の元使用人・朱月藤果が貴虎の前に現れ、父・呉島天樹が死んだことを告げる。

### 登場人物（斬月）
本作品が初登場となる登場人物のみ記載。
朱月 藤果（） / 仮面ライダーイドゥン
呉島邸の使用人だった女性。少女時代に呉島邸の使用人となり、貴虎と親しくなった。倒れた天樹の世話をするために呉島邸を離れていたが、彼の死を知らせるため6年ぶりに貴虎たちの元を訪れた。淑やかで、使用人としての仕事もきちんとこなすが、呉島邸で初めて作ったアップルパイは不味かった。だが、1人で食事をしていた当時の貴虎にとっては「誰かと一緒にとる食事」であったことから思い出の味となっており、それゆえか今でもアップルパイだけは上手く作れずにいる。
実はユグドラシルが経営していた孤児院の生き残りであり、自分たちを利用したユグドラシルと呉島家に強い恨みを抱き、復讐のため暗躍していた張本人。普段の振る舞いとは裏腹に、非常に優れた身体能力を持ち、天樹の殺害を皮切りに、トルーパー隊やシド、耀子、光実を襲撃した。真実を知った貴虎に対しては愛憎入り混じった複雑な感情を抱きながら戦うが、敗北。貴虎が非情になりきれなかったことで逃亡に成功するも、禁断のリンゴロックシードの副作用により限界を迎え、最後は同じ孤児院の出身である凌馬に止めを刺された。

呉島 天樹（）
貴虎と光実の実父。テレビシリーズではユグドラシル本社の重役で海外に赴任しているとのみ語られていた。「ノブレス・オブリージュ」を信念とする男。ヘルヘイムの研究をしており、自身もヘルヘイムに侵されていた。
ユグドラシルを担う者を育成する孤児院を設立したが、そこでは人体実験が行われており、被験者となった子供は皆命を落とすか、インベスに変貌していった。最終的には生き残りである藤果に復讐され、彼女曰く「惨めな最期」を迎えた。
その厳格さが災いしてか、息子たちからは良い印象を持たれていなかったが、「ノブレス・オブリージュ」の精神は貴虎に大きな影響を与えている。
『仮面ライダーデューク』
登場はしないが、天樹が指示した禁断のリンゴロックシードの起動実験が事件の発端となっている。

### 関連用語（斬月）
ウォーターメロンロックシード
小玉スイカをモチーフとした試作型ロックシード。識別ナンバーは「PROTO-10」。テレビ本編において紛失した（実際は光実が持ち出した）スイカロックシードの代替品として凌馬が貴虎に与えた。
- マンゴーロックシードにスイカの模様をタンポ印刷で入れている。

禁断のリンゴロックシード
リンゴをモチーフとしたロックシード。識別ナンバーは「L.S.-TABOO」。かつて戦極凌馬が呉島天樹の下にいた時にヘルヘイムの植物を制御するため開発し、初めて完成させたロックシード。ヨモツヘグリロックシードと同様の試作品であり、そちらと同じように「装着者の身体に大きな負担を強いる」という欠点がある。ヘルヘイムの果実同様に身体を浸食していくため常人の身体ではその力の反動に耐えることすらできない。
劇中では、『斬月』と『バロン』に登場した朱月藤果が強奪したものと、『デューク』に登場した暴走事故を起こしたものの2つが登場している。
- リンゴロックシードの登場は、普通のリンゴを出したいというプロデューサーの武部直美の要望によるものである。

『仮面ライダーバロン』
湊耀子から、タイラント（オーバーロード態）に苦戦する戒斗に「プロフェッサー凌馬からの贈り物」として渡され、リンゴアームズの変身で使用。
戒斗も藤果のようにヘルヘイムの植物に浸食されてしまうが、持ち前の心の強さで使いこなすことができた。変身解除した際、戒斗の手の中で粉々に崩れ落ちた。
『仮面ライダーデューク』
狗道供界を被験者にした初のロックシード起動実験で暴走事故を起こし、半壊した物が登場した。このとき供界は死亡したものとされているが、実は供界を精神エネルギー体の疑似オーバーロードとも呼べる高位の存在（DJサガラ曰く地球人類にとってのコウガネ）に『変身』させていた。

## 『仮面ライダーバロン』

### ストーリー（バロン）
戦極凌馬の指示でオーバーロードを探す駆紋戒斗は、海外からやって来た自らと瓜二つの御曹司シャプールと出会う。
戒斗を眠らせ彼に化けたシャプールが自由奔放な振る舞いで周囲を困惑させる一方で、シャプールに間違えられた戒斗は、執事アルフレッドに確保されてしまう。

### 登場人物（バロン）
本作品が初登場となる登場人物のみ記載。
シャプール
某国の王子。戒斗と瓜二つの容姿を持つが、性格は正反対に明るく無邪気で、子供っぽい口調で話す。沢芽市を視察中に戒斗を発見し、彼を眠らせ入れ替わる。入れ替わった後はチームバロンの面々や紘汰、舞たちと一緒に踊り、「シャルモン」ではケーキを作り、舞に振る舞った。
実は王の実子ではなく、財団の跡継ぎとして育てられた養子である。だが、王に本当の息子が誕生してからは疎んじられるようになり、命を狙われるようになる。戒斗の強さや彼と仲間たちの絆に感化され、騒動が終結した後は、「国に戻れば、味方してくれる人がいる。その人たちを信じてみる」という趣旨の手紙を戒斗に渡し、帰国した。
『小説 仮面ライダー鎧武』
名前のみ登場。貴虎によれば、先代総帥が失脚した後、財団を引き継いだ模様。

アルフレッド / 仮面ライダータイラント
某国の王から息子・シャプールの世話の一切を託されている執事。自他共に厳しい人物（シャプールにはケチと呼ばれている）であり、遊びに行こうとするシャプールを諫めていた。タイラントへの変身時には眼鏡を指で押し上げる癖を見せている。
金と権力に対する欲望が強く、王の命を受けてシャプール暗殺のために活動する傍ら財団を乗っ取るために凌馬に接触し、資金援助と引き換えに戦極ドライバー500台の入手を目論む。だが、自身の研究の成果を金儲けに使われることを快く思わない凌馬に密かに実験台として利用されることになり、身体がインベスと化すことを知らないまま変身を繰り返したため、後述のオーバーロード態に変貌してしまう。

タイラント（オーバーロード態）
ドラゴンフルーツエナジーロックシードの暴走でオーバーロードインベスに変貌した姿。テレビ本編に登場したグリンシャと酷似した姿をしており、アアシュイムと同型の野太刀タイラントブレードを振るう。
オーバーロードと名はついているが他の個体とは違いアルフレッドの理性は失われており、通常のインベス同様本能のまま暴れ回る。最期はリンゴアームズとなったバロンの放った「キャバリエンド」を食らい爆散した。

### 関連用語（バロン）
ドラゴンフルーツエナジーロックシード
ドラゴンフルーツをモチーフとしたエナジーロックシード。往来のロックシードを上回る性能を持つが、試作段階ゆえに制御が不完全であり、暴走してヘルヘイムの果実同様に、装着者を蝕みオーバーロード化してしまう危険性を持つ。この兆候はタイラントに変身した直後に起き、当初は強制的に変身解除、2度目はドラゴンフルーツエナジーロックシードを持ったアルフレッドの右手がビャッコインベスやヘキジャインベスと同じ鉤爪の右手になる形で現れ、3度目で上記の不完全なオーバーロードインベスとなった。
初出は『進撃のラストステージ』だが、時系列上は『進撃のラストステージ』に登場した物より先。『進撃のラストステージ』に登場したものとは異なり、戦極凌馬が開発したエナジーロックシードの試作型として登場。識別番号も「E.L.S.-PROTO」となっている。また、ゲネシスドライバーのシーボルコンプレッサーを押し込んだ際の「ソーダ」の音声もテレビ本編に登場する他のエナジーロックシードと同様。

## 『仮面ライダーデューク』

### ストーリー（デューク）
ゲネシスドライバーが完成する少し前、戦極凌馬は、野心を持たず人類救済のために邁進する呉島貴虎に失望し始めていた。そんな中、ユグドラシル内部で凌馬が開発したものではない謎のロックシードによる自爆テロが発生。その背後に『黒の菩提樹』を名乗るカルト集団、そして凌馬の前任者であり既に故人となっているはずの狗道供界の名前が浮かび上がる―。

### 登場人物（デューク）
狗道 供界（） / 仮面ライダーセイヴァー
カルト集団黒の菩提樹の教祖として暗躍する男。かつては戦極凌馬の前任者で、ユグドラシル研究部門の責任者を務めていたが、凌馬の製作した禁断のリンゴロックシードの起動実験の被験者となり、初めて戦極ドライバーを装着してロックシードを起動させるが、その際に起きた暴走事故で既に死亡（肉体が消滅）している。しかし、実際は人間としての肉体を失っただけで純粋な精神エネルギー体と化しており、凌馬曰く「幽霊そのもので疑似オーバーロード」と評される高位の存在（サガラによれば黄金の果実やコウガネ、始まりの女にも近い）へと変わっていた。さらにDJサガラより手渡されたゲネシスコアが取り付けられた戦極ドライバーによって物質世界に干渉し、アーマードライダー・セイヴァーとして戦うことも可能。
当初は凌馬に復讐するために信者を使った自爆テロを起こしたと思われていたが、その目的は「自身が神になり、世界を救済する」という目的の助力に凌馬がなるかどうか力量を試すためで、彼と貴虎が本拠地の廃工場に乗り込んでくると、最後の試練と称して二人に襲い掛かる。戦闘の末、斬月の攻撃で消滅したと思われたが、数日後、再び乗り込んできた凌馬の前に姿を現し、貴虎ではなく自分への協力を要請する。だが凌馬に「貴虎と違い、魅力もなければ何の可能性もない、つまらない三流の分際で神にはなれない」と断じられると激昂してデュークに変身した彼と一騎討ちを行うが、最期は完成したゲネシスドライバーの性能を試すモルモットにされた挙句、自身の存在を支える役目を果たすドライバーを破壊されて爆発した。
エピローグでは生存していると思われている描写があり、シュラにバナナロックシードを手渡している。
『小説 仮面ライダー鎧武』
凌馬が供界を倒した際にドライバーを破壊したが、ザクロロックシードで操った黒の菩提樹の信徒を利用して新たなドライバーを作らせ再び介入を始めた。当初は貴虎と光実に狗道の名前を騙り、同じ顔を持つ偽物とされていたが、狗道自らが本人であることを名乗り、本物であることが判明する。
その目的は自らの手で黄金の果実を創り出すことで、新たな神になり人々を救済することだった。この目的は凌馬も先読みしており、万が一に備えて記録しておいたビデオレターでも「自分を神と勘違いした三流」「黄金の果実も金メッキでできた偽物」「狗道本人は空っぽの幽霊に過ぎない」と狗道の本質を見抜いていた。
セイヴァーシステムにより誕生した菩提樹に洗脳下に置かれた人々のエネルギーを集めることで、黄金の果実となり、人々の精神を肉体から解放させ新たな世界を作り出す。
救済を受け入れない光実たちとの戦いで敗北を繰り返し徐々に黄金の果実としての力を磨耗していき、最終的には骸骨恐竜となり自我を失い暴走する。
自身の前に現れた鎧武に自身を助けて欲しいという本心を吐露し、骸骨恐竜が倒された正気を取り戻した後に鎧武に「生きて、死ね」という激励とも呪いとも取れない言葉を遺し消滅した。

### 関連用語（デューク）
黒の菩提樹
狗道供界を教祖に沢芽市で最近勢力を拡大させてきたカルト集団。コブラをシンボルマークとしている。ザクロロックシードを使って無作為に一般人を洗脳し、自爆テロを引き起こしていた。
テレビシリーズには登場しないが、鎧武における悪の組織に相当する。小説版では膨大な時間と資金をかけて狗道の現世の『楔』である戦極ドライバーを作るなどのバックアップを行っていたことが判明する。またロシアでも暗躍していてチョールヌイ・リーパ（ロシア語で黒の菩提樹）という名も持つ。
『仮面ライダーナックル』
かつてのユグドラシル・コーポレーションの残党たちが中心となっており、世間からは「テロリスト集団」という扱いになっており、ネオ・バロンと裏で繋がっている。

レモンロックシード
レモンをモチーフにしたロックシード。識別ナンバーは「L.S.-99」。
音声も特殊なものであり、凌馬専用のロックシードであるとされる。

ザクロロックシード
狗道供界がDJサガラから手渡されたゲネシスコア（創世の力）を基に独自開発したザクロがモチーフのロックシード。識別ナンバーは「L.S.-MESSIAH」だが、供界が持つオリジナルのロックシード以外の量産型には識別ナンバーが記されていない。オリジナルのシードインジケーターにはアームズウェポン・セイヴァーアローが描かれている。
適応者を肉体から解放されたオーバーロードに変化させる機能を持つが、不適合者の肉体を爆散させてしまう。適応者は皆無に近く、作中では自爆テロ用の道具になっている。量産型には所有者の精神をトランス状態にし供界と同調させる機能があり、ロックシードの所有者は供界の意のままに動く操り人形となる。またこのロックシードを起動することで、インベスの代わりにイナゴ怪人を出現させることが可能（小説版）。凌馬は自分の研究が応用されたこのロックシードを「つまらないもの」、供界のことを「とても不愉快な存在」と酷評した。また、シドが手に入れた量産型から供界の持つロックシードから送られる指令を逆探知して、供界の居場所を突き止めた。
『小説』では『命の実』と呼ばれ、黒の菩提樹の正式な信徒として認められたものに与えられていた。長時間触れていたものは一種のトランス状態となり、セイヴァーシステムが作動すると、所有者の肉体が消滅し、精神が高次元のエネルギーとなり、セイヴァーシステムへと吸収される。
同じく『小説』ではストリートギャングらにも悪用されている。痛覚と恐怖心を無くす機能があり、致命傷を受けるまで攻撃をやめない無敵の兵士にしてしまう。

ブラッドオレンジロックシード
ブラッドオレンジをモチーフとしたロックシード。識別ナンバーは「L.S.-07」。『鎧武&ウィザード』で武神鎧武が使用したロックシードと同型。
『小説』において、禁断のリンゴロックシードの起動事故後に「武神の世界」と称される異世界にたどり着いた供界が、その場に居合わせたDJサガラからゲネシスコアと共に手渡されることで入手していたことが明らかとなった。サガラ曰く「武神の力のロックシード」。

## 『仮面ライダーナックル』

### ストーリー（ナックル）
駆紋戒斗が葛葉紘汰との決戦で敗れて亡くなってから1年後。ニューヨークに渡っていたザックは、仲間のペコの姉であるアザミからペコの行方不明と、かつての仲間であるシュラが率いる集団『ネオ・バロン』の台頭の知らせを聞いて急遽帰国。自分の意志で『ネオ・バロン』の側に回ったペコと再会する。

### 登場人物（ナックル）
シュラ / 仮面ライダーブラックバロン
ネオ・バロンを率いて地下闘技場を支配する人物。かつてはチームバロンの前身であるチームの一員だったが、チームを手中に収めようと乱入した戒斗がメンバーの力量を確かめるために拳を交えた際、戒斗の後ろから鉄パイプで殴り掛かったことから「卑怯者」としてチームを放逐された過去を持つ。その経験から「力があればチームを追い出されることはなかった」という考えを持つようになり、「力こそが全て」という信念に至る。
戒斗の死後、「強き者だけが生き残れる世界を作り上げる」ことを目的にネオ・バロンを結成し、ペコを捜して現れたザックをネオ・バロンに勧誘するが、彼が断わると口封じをしようとする。捕えたアザミを餌にしてザックをおびき寄せると、「戒斗の遺志を継ぐ者」を決めると称してブラックバロンに変身し、ナックルと交戦。一時は二体の黒影トルーパーとの連携攻撃でザックの変身を解除させるが、ザックがナックル ジンバーマロンアームズに再び変身すると追い詰められ、最後は必殺技のぶつかり合いに押し負けて敗れた。

アザミ
ペコの姉で、ケンカに明け暮れていたザックにダンスを教えた人物。かつてはザックやペコ、シュラらと共にチームバロンの前身である沢芽市一のダンスチームを結成していた。しかし、ダンス中に突如乱入しメンバー全員を倒してチームを手中に収めた駆紋戒斗によって、女は要らないという方針からシュラと共にチームを追い出されてしまった。
ネオ・バロンのアジトに乗り込んでから行方の分からなくなったペコが心配で、ニューヨークにいるザックに協力を仰ぐ。終盤、シュラにザックを誘き出すための餌として捕らわれてしまうが、ザックがシュラの下にたどり着くと同時に解放された。

### 関連用語（ナックル）
ネオ・バロン
戒斗によってチームから追放されたシュラが結成した不良集団。城乃内曰く「チンピラやはぐれ物の集まり」。地下格闘技をギャンブルにして資金調達し、勢力を拡大している。地下格闘技で選別した強者にザクロロックシードを与え、ネオ・バロンの構成員にしていた。
実は黒の菩提樹と裏で繋がっている。構成員は量産型戦極ドライバーを所持しており、有事の際に黒影トルーパーへと変身する。

マロンエナジーロックシード
栗をモチーフにしたエナジーロックシード。識別ナンバーは「E.L.S.-06」。光実がトランクに入れて持ってきた、新しいクルミロックシードと量産型ドライバーと共にザックに渡し、ゲネシスドライバーがなければ使えないが、ザックは戒斗のゲネシスドライバーのゲネシスコアを使ってジンバーマロンアームズに変身した。詳細な開発経緯は不明。
- ピーチエナジーロックシードの色替えとなっている。
- 劇中未登場だが、プレミアムバンダイ限定「DXマロンエナジーロックシード」にはマロンエナジーアームズの変身音声も収録されており、ゲネシスドライバーのハンドルを押し込んだ際の音声は「リキッド!」で、「マロンエナジーアームズ!」の電子音声の後に、トランペットによるファンファーレ調のメロディが流れる。

バナナロックシード
シュラが仮面ライダーブラックバロンに変身するため、『デューク』のラストで狗道供界から受け取ったロックシード。
戒斗の持っていたロックシードと異なり、識別ナンバーが記されていない。疑似オーバーロードとなった狗道が自ら生成した特殊なロックシードとされる。

セイヴァーシステム
シュラがザックにパソコンで見せた秘密兵器。ユグドラシルタワーの兵器スカラーシステムを基礎に作られており、シュラはこれを使い、自身が選別した強者以外を消し去ろうと企てていた。設計図では8つに開くザクロの実のような巨大メカとして描かれている。
『小説 仮面ライダー鎧武』
その実態は地球の機械とヘルヘイム由来の異界の技術が組み合わされた産物で、かつてレデュエがフェムシンム王妃復活のために起動した装置に酷似している。起動すると巨大な菩提樹となり量産型ザクロロックシード同様の効果を広範囲に引き起こす他、供界の支配下に置かれた人々をエネルギー源とし人工的な黄金の果実を生成し、人々を肉体から精神が解き放たれたオーバーロードインベスに近い存在へと進化させる機能を持つが、戦極ドライバーを装着していれば、その支配から逃れられる。

## 『小説 仮面ライダー鎧武』
『小説 仮面ライダー鎧武』（しょうせつ かめんライダーガイム）は講談社キャラクター文庫（講談社）より2016年3月24日に発売された小説。著：砂阿久雁、鋼屋ジン、監修：虚淵玄。
『ナックル』のさらにその後を描く。作中では『仮面ライダー』と呼称されず名称はテレビシリーズ同様『アーマードライダー』で統一されている。

### ストーリー（小説）
いまだ"ヘルヘイム"の力を悪用し続けるユグドラシルの残党を探して世界各地を飛び回っている呉島貴虎は、戦極凌馬と共に壊滅させた筈の『黒の菩提樹』の名を目にする。
一方、沢芽市では呉島光実やザックたちの前に、謎のカルト集団『黒の菩提樹』を率いる、生者と死者ともつかぬ狗道供界が現れる。

### 登場人物（小説）
ミハイル・スチュグレフ
ロシアのベンチャー企業の社長。貴虎の古くからの友人であり協力者。

レイモンド、サイス、アイザック
凰蓮の傭兵時代の仲間たち。

キング
ギャング集団「ナイト・ウォーロックス」のリーダー。

通りすがりの『英雄』
供界の精神世界で消える寸前の光実の精神を繋ぎ止めた人物。光実はあらゆる人間の心に宿る「英雄」のイメージの原型と認識した。

### 関連用語（小説）
武神の世界
リンゴロックシードの起動実験後、擬似オーバーロード化した供界が目撃した異世界。様々な仮面の戦士たちが合戦を繰り広げている。この世界で供界はサガラに出会い、彼からブラッドオレンジロックシードとゲネシスコアを手渡された。

NW（）
沢芽市のストリートギャングの一勢力。

## 『仮面ライダーグリドンVS仮面ライダーブラーボ』

### ストーリー（グリドンVSブラーボ）
ヘルヘイムの脅威が沢芽市から去ってから数年後。かつて仮面ライダーグリドンとしてヘルヘイムに立ち向かった城乃内は世界的パティシエとして人気絶頂にあった。城乃内に店を任せて傭兵として活動していた凰蓮は城乃内の様子に心中穏やかではなかったが、そこに貴虎から「城乃内を始末しろ」という傭兵としての任務の依頼が入る。
そんな城乃内の前に仮面ライダーブラーボが現れ、彼を襲うが、その窮地をなぜか仮面ライダーグリドンが救う。

### 登場人物（グリドンVSブラーボ）
鈴鹿 まさこ
城乃内の秘書。
城乃内ではない謎のグリドンと凶暴化したブラーボの戦いに巻き込まれるが、実は本作品の黒幕。スターパティシエとしての城乃内を隠れ蓑に悪用しているヘルヘイムの実の変種を世界中に撒き散らせようとしていた。変身前の姿でもクラックを発生させ、そこから出現したヘルヘイムの蔦を操作して捕えたブラーボをキングドリアンアームズに変身、凶暴化させる能力を持つ。貴虎には正体を見抜かれており、本性を表した際には戦極ドライバーとヘルヘイムロックシードで仮面ライダーシルフィーに変身した。
斬月との戦闘では槍戦術と触手のように操るヘルヘイムの蔦を使役するも、カチドキアームズの斬月に圧倒され、キングドリアンアームズのブラーボも自身が操作していた蔦の実から城乃内と幻影の初瀬がライチロックシードを生じさせたことで形勢が逆転される。最後は斬月に倒されるも嘲笑混じりに「貴様の戦いは終わることはない」という捨て台詞を貴虎に言いながら消滅した。死亡したわけではなく、どこかに逃走したとされる。
- 序盤は正体を匂わせないためにフラットで目立たない普通の秘書を意識して演じている。
- 城乃内のトレードマークであったり、彼がリーダーを務めるチームインヴィットのメンバーが掛けていたメガネの要素を踏襲するため、メガネを掛けたキャラとなった。衣装については、序盤の白スーツ姿から正体が判明してからのマゼンダの衣装は、前半から後半にかけてシルフィーに近づいているという意味合いとなっている。

### 関連用語（グリドンVSブラーボ）
ライチロックシード
ライチをモチーフにしたロックシード。識別ナンバーは特殊なものではなくキウイロックシードに続く「L.S.-14」。
ただしスライドシャックルとアンロックリリーサーは黒が多かったのに対し、こちらは白となっている。
城乃内と幻の初瀬が斬月との戦闘にシルフィーが使役したヘルヘイムの蔦の果実に手を合わせたことで生み出した。
シードインジケーターにはアームズウェポンのシャインライチソードが描かれているが、描かれていないアームズウェポンのシャインドンカチの使用を可能にする。

キングドリアンロックシード
ドリアンをモチーフにしたロックシード。識別ナンバーは通常のドリアンと同じ「L.S.-12」だが、キャストパッドの形状が変わっている。
元は鈴鹿が操るヘルヘイムの蔦によってブラーボと共に変化したドリアンロックシードで、アームズウェポンもギガドリノコに変わっている。

シン・カチドキロックシード
斬月がカチドキアームズの変身に用いるロックシード。識別ナンバーは「S.K.L.S」。
『舞台 仮面ライダー斬月』にてアイムに憑依した紘汰から貴虎に手渡された。
- カチドキロックシードの色替え。

ヘルヘイムロックシード
ヘルヘイムの実をモチーフにした謎のロックシード。識別ナンバーは「L.S.-HELL」だが、これまでのロックシードと異なり、逆さに記載されている。貴虎の言うヘルヘイムの実の変種との関連は不明。スライドシャックルとアンロックリリーサーは黄緑。
- これが恐らく締めくくりになるだろうロックシードの出し方としてヘルヘイムの実を使った方がいいということから、色替えではなく新規デザインとなっている。

## 各作品オリジナルのアーマードライダー

### 仮面ライダー斬月のオリジナルアームズ

#### ウォーターメロンアームズ
『斬月』に登場。ウォーターメロンロックシードで小玉スイカの鎧を装備した強化形態。装着時の音声は「ウォーターメロンアームズ! 乱れ玉ババババン!」。形状はメロンアームズと同様だが、カラーリングや模様は小玉スイカに準じたものとなり、通常の斬月では金色だった部分がメタリックレッドに変化している。必殺技は未使用。
大型アーマーで運用されるスイカアームズの火力と装甲を従来のサイズで扱えるが、機動力に劣り、肉体への負担も大きい。そのためメロンアームズと同様に、無双セイバーを駆使する剣術を主戦法とした。
イドゥンにメロンエナジーロックシードを奪われて斬月・真に変身不可能になったことで、その代わりとして変身。高い負担と藤果との戦いに対する躊躇もあってクラックを自在に操るイドゥンに苦戦するが、逆転に成功した。
- スーツは斬月 メロンアームズを改造したもので、脚本を担当した鋼屋ジンは「スイカアームズのプロトタイプ」と想定している[19]。斬月に入っていたメロン模様をスイカ模様に塗り潰している[21]。

ツール
戦極ドライバー
通常の斬月に変身する物をそのまま使用するが、ウォーターメロンロックシードの装着と同時にプレートに描かれた斬月の前立て部分が赤く変化した。
ウォーターメロンガトリング
ウォーターメロンアームズ専用の盾型アームズウェポン。形状はメロンディフェンダーに類似しているが、全体の色や模様が小玉スイカをイメージした色になっており、下部に砲身部のガトリングチューブが装備されている。
メロンディフェンダーと同じく盾としても扱えるほか、ガトリング砲での遠距離戦、本体部の両側面部に搭載された刃・サイドカットにより近距離戦にも対応可能。これによりクラックを操作して移動するイドゥンの出現した瞬間を狙い、射撃に成功した。
- 大きな盾を持っていた斬月とは異なる戦いざまとして、何パターンか提案した中にあったガトリング砲が盾の先に付いていたものが、派手になりそうということで、模様や色でスイカのイメージに分かりやすく落とし込んでいる。
- プロップはアクション用モデルのみが制作された。

#### スイカアームズ
『小説』に登場。スイカロックシードを使用して変身するスイカの鎧を装備した重装備形態。装着時の音声は鎧武と同様の「スイカアームズ! 大玉ビッグバン!」。劇中ではジャイロモードとヨロイモードが使用された。
菩提樹を破壊するために使用されたが、蓮華座偽神セイヴァーの攻撃で動力系に大きなダメージを受けた後、無数の蔓に貫かれ大爆発を起こした。

#### ジンバーメロンアームズ
『小説』に登場。戦極ドライバーにメロンロックシード、戦極ドライバーに取り付けたゲネシスコアにメロンエナジーロックシードを装填して変身する強化形態。変身音声は「ミックス! メロンアームズ! 天下御免!ジンバーメロン!ハハッー」。
武器には斬月・真のソニックアローとメロンアームズ専用アームズウェポン・メロンディフェンダーを使用する。劇中ではメロンディフェンダーを足場にし、スイカアームズの爆発の勢いを利用して空中でのサーフィンを披露する他、電磁シールドを展開することが出来る。
必殺技は「メロンスカッシュ!」と「ジンバーメロンスカッシュ!」の音声と共に、メロンディフェンダーがメロンに似たエネルギー体へと化して敵に目掛けて蹴り飛ばす技（正式名称不明）。
ツール
ゲネシスコア
ゲネシスドライバーの中央パーツ。『進撃のラストステージ』で撃破した仮面ライダーデューク ドラゴンエナジーアームズから奪い取り、斬月・真の変身の際に使用していたゲネシスドライバーを取り外す形で使用した。

#### カチドキアームズ
『グリドンVSブラーボ』に登場。シン・カチドキロックシードを装填して変身する強化形態。変身音声は鎧武 カチドキアームズと同じ「カチドキアームズ！いざ出陣！エイ エイ オー！」。姿は鎧武が変身するカチドキアームズに似ているが、頭部と胸部の形状やカラーリングが緑色になっているなどの相違点がある。
全身を重装甲で覆っているため防御力が突出しており、主武装は大剣モードの火縄甜瓜DJ銃とカチドキ旗、『グリドンVSブラーボ』では加えてメロンアームズ専用アームズウェポンのメロンディフェンダーを使用する。
初登場は『舞台 仮面ライダー斬月』。映像作品としては『劇場版 仮面ライダージオウ Over Quartzer』に次いで2作目の登場で、『グリドンVSブラーボ』では初となる変身シーンも描かれている。
- アーマー部分は鎧武 カチドキアームズの色替え[21]。メロンアームズと同様にメロンの皮の模様をアーマーや旗に施して、胸と旗のマークを変えている[21]。頭部は斬月 メロンアームズの前立てを三日月から満月をイメージしたリング状にして、頬当ては黒い牙っぽく見えるようにしている[21]。

ツール
戦極ドライバー
斬月の変身に使用される新規のベルト。フォールディングバンドが銀色になっている。舞台では鎮宮影正から託されたイニシャライズ機能のないプロト龍玄の物を使用している。
カチドキ旗（カチドキバタ）
カチドキアームズの背部に備わる、着脱可能な一対の旗指物。緑色の旗に斬月の紋章が黒で描かれている。

アームズウェポン
火縄甜瓜DJ銃（）
カチドキアームズ専用の火縄銃型アームズウェポン。銃モードと、無双セイバーを合体させた大剣モードの2形態をとる。大剣モードにすると鋭い刃の甜瓜刃が出現する。劇中では大剣モードのみしか使用されない。
- 火縄甜瓜DJ銃の色替え。

必殺技
スパーキング
カッティングブレードを3回倒して「カチドキスパーキング！」で発動させ、どこからともなく現れたカチドキ旗にエネルギーを纏わせて連続で攻撃を放つ。

### 仮面ライダーバロン リンゴアームズ
『バロン』に登場。駆紋戒斗が禁断のリンゴロックシードでリンゴの鎧を装備したバロンの強化形態。装着時の音声は「リンゴアームズ! デザイア フォビドゥン フルーツ!」。
専用アームズウェポン・アップルリフレクター&ソードブリンガーを使用し、正確な剣技と鉄壁の守りを駆使した攻防戦を得意とする。
- スーツの装甲部分は仮面ライダーマルスのものを改造している[22]。バロンのリンゴアームズは『斬月』のストーリーが定まった後にリンク要素として取り入れられた[19]。

アームズウェポン
アップルリフレクター&ソードブリンガー
リンゴアームズ専用の洋風の盾&片手剣型アームズウェポン。いずれもイドゥンやマルスが使用する物と同型。詳しくは劇場版 仮面ライダー鎧武 サッカー大決戦!黄金の果実争奪杯!#仮面ライダーマルスを参照。

必殺技
キャバリエンド
バロン共通のキック技。ドライバーのブレードを3回倒し、「リンゴスパーキング!」の電子音声と共に発動する。右脚に赤いリンゴ型のエネルギーを纏い、跳び蹴りを叩き込む。

### 仮面ライダーデューク レモンアームズ
『デューク』に登場。戦極ドライバーとレモンロックシードを使って変身した初期型アーマードライダー。ゲネシスドライバー仕様のデュークのプロトタイプにあたる。装着時の音声は「レモンアームズ! インクレディブル リョーマ!」。
この時点で新世代ライダーの特徴であるエナジーチューブがあり、フェイスプレートの横顔にもそれが描かれている。専用アームズウェポンのレモンレイピアを使用する剣術戦を得意とする。必殺技は未使用。
- ゲネシスドライバーのデュークは頭部の左右にレモン要素を施していたため、それとは異なるデザインの仕方として、尖ったレモンの意匠を後頭部に伸びる形で入れたデザインにしている[21]。

ツール
戦極ドライバー
ベルトが黄色い初期型で、プレートにはデュークの横顔が描かれている。待機音声はバロンと同様、トランペットによるファンファーレのような洋風テイストで、ブレードを倒した際の電子音声は「カモン!」となる。
凌馬がこのドライバーを使用するのはヘルヘイムの調査を始めたころ以来で、そのころは貴虎と共に「よく無茶をした」と語っている。

アームズウェポン
レモンレイピア
レモンアームズ専用の片手剣型アームズウェポン。柄の部分はレモンエナジーアームズの果実形態に酷似している。フェンシングのように相手を突いて攻撃する。
対アーマードライダー戦においては敵のドライバー、そこに装填されたロックシードをピンポイントで破壊することも兼ねる武器にもなる。

### 仮面ライダーナックル ジンバーマロンアームズ
『ナックル』に登場。ザックが戦極ドライバーにクルミロックシード、戦極ドライバーに取り付けたゲネシスコアにマロンエナジーロックシードを装填して変身するナックルの強化形態。変身音声は「ミックス! クルミアームズ! ミスターナックルマン!ジンバーマロン!ハハー!」。
姿は鎧武が変身するジンバーアームズに似ているが、兜の形状やパネルに栗の断面が描かれているなどの相違点がある。鎧武とは異なりソニックアローは使用せず、専用アームズウェポン・マロンボンバーを用いたボクシングスタイルでの格闘戦を得意とする。
- 陣羽織の模様は、鎧武のジンバーのようにクリをジンバーフルーツ模様のルールに即した形でハメ込んでいるが、それだけだと地味なため、和風甲冑のような大きな前立てを額に付けている[21]。

ツール
戦極ドライバー
ベルトが銀色の量産型で、プレートはブランク状態。待機音声はロック風テイストで、ブレードを倒した際も電子音声ではなくロック調メロディが流れる。
クルミロックシードやマロンエナジーロックシードと共に光実から新たに提供された。
ゲネシスコア
ゲネシスドライバーの中央部パーツ。ザックの頼みでペコがかつて戒斗が仮面ライダーバロン レモンエナジーアームズに変身するために使用していたゲネシスドライバーから取り外し、ザックに渡した。

アームズウェポン
マロンボンバー
ジンバーマロンアームズ専用の手甲型アームズウェポン。毬栗を模した物になっており、表面には突起が付いている。打撃攻撃のみならず、両腕の手甲を合わせることで盾として防御にも使える。トゲと外装をパージさせると内部に一回り小さい栗の実の部分を模した手甲が装備されている。

必殺技
スカッシュ
ドライバーのブレードを1回倒し、「クルミスカッシュ!ジンバーマロンスカッシュ!」の電子音声と共に発動する。空中に跳躍し錐揉み回転しながら、手甲の突起を発射する。必殺技発動後、一回り小さい栗の実を模した手甲が現れる。
オーレ
ドライバーのブレードを2回倒し、「クルミオーレ!ジンバーマロンオーレ!」の電子音声と共に発動する。一回り小さくなった手甲に炎を纏わせて赤熱化させ、パンチを叩き込む。

### 仮面ライダー龍玄 ジンバードラゴンフルーツアームズ
『小説』に登場。呉島光実が戦極ドライバーにブドウロックシード、戦極ドライバーに取り付けたゲネシスコアにドラゴンフルーツエナジーロックシードを装填して変身する龍玄の強化形態。
武器には次世代アーマードライダーが使用するソニックアローを使用する。必殺技はソニックアローからエネルギーの矢が、2匹の龍となって放たれるもの。
ツール
ゲネシスコア
ゲネシスドライバーの中央パーツ。狗道供界が黄金の果実の力で複製した仮面ライダーデューク ドラゴンエナジーアームズの1体から奪い取った。

### 仮面ライダーグリドン ライチアームズ
『グリドンVSブラーボ』に登場。城乃内秀保が戦極ドライバーにライチロックシードを装填して変身したグリドンの強化形態。
『仮面ライダーリバイス The Mystery』でもブラーボとともに登場する。
装着時音声は「ライチアームズ！ユア ザ ヒーロー！」。
外見はドングリアームズに似ているが、肩と胸部にライチの意匠があるエングレービング模様の装飾を持つ。首周りには白い毛が生えており、頭部は白、パルプアイは青に変わっている他、額にはライチの蔕とカブトムシの角を合わせたような突起がある。
決め台詞は「最高のスイーツに酔わせてやるぜ！」。
専用アームズウェポンはシャインライチソードとシャインドンカチで二つの武器を併用しながら戦う。
- マスクは皮を剥いたライチの中身をイメージしつつ、騎士の上位形のような感じにしたかったため聖騎士のようなイメージで、少し多めに装飾を入れて豪華な感じを出している[21]。

ツール
戦極ドライバー
ベルトが黄色の初期型。新しく作られたグリドンのドライバーだが、イニシャライズ機能がないのか、黒幕を誘き寄せるために貴虎がグリドンに変身してブラーボとの交戦に使用。
その後、元々黒幕に狙われていた城乃内に決着をつけさせるために彼に譲渡。ライチロックシードを装填した際にはフェイスプレートの横顔が舞台のプロトグリドンと同様の物に変わる。

アームズウェポン
シャインライチソード
長剣型アームズウェポン。形状はロード・バロンのグロンバリャムに似ている。
- グロンバリャムをグリドンに合う色に色替えしている。

シャインドンカチ
ハンマー型アームズウェポン。銀を基調にしたカラーリングでナットストンプにはエングレービング模様が施されている。シードインジケーターには描かれていない。
- ドンカチの色替え。

必殺技
スパーキング
カッティングブレードを3回倒して「ライチスパーキング！」を発動させ、巨大な杭としてシャインライチソードを相手に突き刺してシャインドンカチで打つ技。劇中ではジャンプしてシャインドンカチでシャインライチソードをさらに突き立てた。これによってブラーボは正気を取り戻した。
オーレ
カッティングブレードを2回倒して「ライチオーレ！」を発動させ、刀身に光を纏わせたシャインライチソードを地面に突き立て、地面から生じたライチ型のエネルギーで敵を拘束する。ライチ型のエネルギーは刺激を与えると爆発する爆弾になっている。
『仮面ライダーリバイス The Mystery』にて初披露。劇中ではブラーボとの連携技になり、人間がバイスタンプで変身したシカインベスを拘束後、キングドリアンオーレで出現した巨大なドリアン型のエネルギーから伸びた蔦がライチ型のエネルギー爆弾を爆発させた。

### 仮面ライダーブラーボ キングドリアンアームズ
『グリドンVSブラーボ』に登場。凰蓮・ピエール・アルフォンゾが戦極ドライバーにキングドリアンロックシードを装填して変身したブラーボの強化形態。
『仮面ライダーリバイス The Mystery』でもグリドンとともに登場する。
変身音声は「キングドリアンアームズ！ミスターバイオレンス！」。
外見はドリアンアームズと同じだが、赤と黒と金のカラーリングを基調に背中には表が赤と黒、裏が赤の穴だらけのマントを着用している。
専用アームズウェポンのドリノコが変化したギガドリノコを武器に、謎のエネルギーを注がれたことで意識を失って暴走し、獣のような声をあげながら荒々しい戦闘を仕掛ける。
- インナースーツは元のまま甲冑とトゲの色をまったく異なる形で塗り分けている[21]。

ツール
戦極ドライバー
ベルトが黄色い初期型。『小説 仮面ライダー鎧武』で貴虎によって渡されたブラーボの新たなドライバーだが、キングドリアンアームズに変身した際にはフェイスプレートの横顔が舞台のプロトブラーボと同様の物に変わる。

アームズウェポン
ギガドリノコ
ノコギリ型アームズウェポン。本数や形状はドリノコと同じだが、黒を基調に鋸の部分が赤く変色している。必殺技を発動する際にはチェーンソーのような音とともに赤い稲妻のようなエネルギーを纏う。

必殺技
スパーキング
ブレードを3回倒す「キングドリアンスパーキング！」で発動する。ギガドリノコに赤い稲妻のようなエネルギーを纏わせて敵を寸断する。斬られた際には輪切りのドリアンのエフェクトが周囲に広がる。これによってグリドンは再びドングリロックシードを砕かれてしまう。
オーレ
ブレードを2回倒して「キングドリアンオーレ！」を発動する。空中に赤い稲妻を纏った巨大なドリアン型のエネルギーを出現させ、そこからヘルヘイムの蔦を伸ばす。
『仮面ライダーリバイス The Mystery』にて初披露。劇中では怪人のバイスタンプで人間が変身したシカインベスをライチアームズのグリドンがライチオーレで拘束後、蔦でライチ型のエネルギーに刺激を与えることで爆発、シカインベスを撃破した。

### 仮面ライダーイドゥン リンゴアームズ
『斬月』に登場。朱月藤果が戦極ドライバーと禁断のリンゴロックシードを使用して変身する初期型アーマードライダー。装着時の音声は「リンゴアームズ! デザイア フォビドゥン フルーツ!」。
ライドウェア部分は白で、腰の周りには赤いスカートが付いている。真っ赤な頭部はチューリップのような形状で、額にはハート型のパーツ、ゴーグル部分のパルプアイと、口部分のクラッシャーは鎧武と同型の形状をしている。
専用アームズウェポン・アップルリフレクター&ソードブリンガーを使用し、正確な剣技と鉄壁の守りを駆使した攻防戦を得意とするほか、禁断のリンゴロックシードの特性でクラックを生成、自在に操作・移動ができる他、オーバーロードのようにヘルヘイムの植物を従えられる。それに加え藤果自身の高い身体能力も相俟って高い戦闘能力を発揮し、貴虎が彼女との戦いに躊躇いを抱いていたこともあって、斬月 ウォーターメロンアームズと互角以上の激戦を展開した。
最後はクラックから出現した瞬間、躊躇を捨てた斬月のウォーターメロンガトリングの射撃を喰らい、衝撃で落としたメロンエナジーロックシードを奪還した斬月・真と交戦。再び躊躇した貴虎により、施設内に逃がされるが禁断のリンゴロックシードを使った代償として身体が蝕まれ、苦痛に耐えていたところをデュークの攻撃でとどめを刺された。
- 名前は北欧神話に登場する黄金の林檎の管理人イドゥンに由来する[39]。
- 鎧武のマスクを基に、パーツを追加する形でデザインしている。マルスのリンゴの造形物があまりいじれなかったことから、女性っぽさを出すために頭部の猫耳のような意匠を付けたり、腰布を巻いている[21]。
- スーツは仮面ライダー冠から仮面ライダー邪武を経て再改造されたもので、マスクは新規に造形された[22]。インナーは邪武が基になっている[21]。

ツール
戦極ドライバー
ベルトが黄色い初期型で、プレートにはイドゥンの横顔が描かれている。待機音声はバロン、グリドン、マルス同様、トランペットによるファンファーレのような洋風テイストで、ブレードを倒した際の電子音声は「カモン!」となる。
使用している戦極ドライバーの入手経路は最後まで不明だが、貴虎と凌馬は犯人（藤果）がユグドラシルに所属している立場を利用して入手したものと推察している。

アームズウェポン
アップルリフレクター&ソードブリンガー
リンゴアームズ専用の洋風の盾と片手剣のアームズウェポン。マルス ゴールデンアームズが使用する物と同型。
必殺技は、ドライバーのブレードを1回倒し、「リンゴスカッシュ!」の電子音声と共に発動、ソードブリンガーにエネルギーを纏わせて相手を切り裂く技（正式名称不明）。

### 仮面ライダータイラント ドラゴンエナジーアームズ
『バロン』に登場。アルフレッドがゲネシスドライバーとプロトドラゴンフルーツエナジーロックシードで変身する次世代アーマードライダー。変身時の音声は「ドラゴンエナジーアームズ!」で、その後に鳴る効果音はディスコ風の音楽と機械音を組み合わせたようなメロディ。
ライドウェア部分は黒で、巨大な2本の角があり、ゴーグル部分はバロン、口の部分は鎧武と似た形状をしている。また後頭部のピースヘッドはレモンエナジーアームズのバロン同様、エナジーチューブが途切れた形状となっているが、アームズ自体は『進撃のラストステージ』におけるデュークの物や他の次世代アーマードライダーとは異なり、左右対称で右肩の装甲が左肩の物と同型になっている他、アーマーの左胸部分に紋章が描かれていない。
ソニックアローを弓矢としてではなく斬撃用の武器として使用し、輪切りのドラゴンフルーツを模したエネルギーを三日月状のエネルギー刃にして放つことも可能。防弾・防刃効果を併せ持ったゲネシスケープを纏うことで優れた耐久力を持つ。変身者であるアルフレッド自身の腕で抜群のバイク技術を誇り、バロンとの2度目の戦闘ではトライアルバイクを駆ってのバイク戦も展開した。
また、他の次世代ライダーと同等のスペックを持つが、その反面変身するアルフレッドの戦闘経験が乏しいためか、初期型ライダーであるバロンとの白兵戦では押され気味になる場面も見せた。
必殺技は未使用。
- 脚本を担当した毛利亘宏は、仮面ライダーデューク ドラゴンエナジーアームズのプロトタイプというイメージで執筆している[19]。
- 脚本では名称は決まっておらず、ドラゴンフルーツアームズとだけ記されていた[19]。
- 今までやってこなかったアレンジの逆算でベースとなる鎧武のマスクに2本角を頭に付け、格子のような意匠を眼に加えている[21]。
- スーツの装甲部分はデューク ドラゴンエナジーアームズを改造したもの[22]。デュークとは関係ないキャラクターであることから、甲冑の右側に付いていたマークを潰している[21]。インナーはマルスが基になっている[21]。

ツール
ゲネシスドライバー
次世代アーマードライダーが使用する変身ベルト。プロトドラゴンフルーツエナジーロックシードと共に凌馬から提供された。

### 仮面ライダーセイヴァー
『デューク』と『小説』に登場。狗道供界が変身するアーマードライダー。概ねの外見は仮面ライダーマルスに類似しているが、口元やスーツに赤いボロ布を纏っているのが特徴。
『小説』では劇場版やファイナルステージに登場した敵側のライダーや怪人と類似した名称や形態を使用する。
アームズ
ブラッドザクロアームズ
戦極ドライバーにザクロロックシード、戦極ドライバーのプレートを外した部分に取り付けたゲネシスコアにブラッドオレンジロックシードを装填して変身した基本形態。
装着時の音声は、ザクロ側は「ブラッドザクロアームズ! 狂い咲きサクリファイス!」、ブラッドオレンジ側は「ブラッドオレンジアームズ! 邪ノ道オンステージ!」。
他のアーマードライダーと異なり、クラックを介さずに変形済みのアームズと共にスーツが出現し、その後にアームズが装着される。ジンバーアームズと同じく2つのロックシードを使用していることから、次世代アーマードライダーのようにアームズが左右非対称になっており、正面と背面のアーマーと右肩部分がリンゴアームズに酷似している物で、左肩部分がブラッドオレンジアームズの物になっている。
『小説』ではクラックを介していて閃光と共に変身している。
専用アームズウェポン・セイヴァーアローと赤い大橙丸を使用する二刀流での剣術戦を得意とする。『小説』では鮮血の救世主と称される。
貴虎に「手強い」と言わしめ、初期型の斬月とプロトタイプのデュークを2人同時に相手取り、互角以上に戦う実力を持つ。
- マルスのマスクを基に、包帯を口に付けている。複眼はザクロの実のツブツブをザクロのように不規則な感じでデザインしている。

蓮華座偽神セイヴァー（）
『小説』に登場。セイヴァーシステムの起動と共に出現した菩提樹とセイヴァーが融合した強化形態。
終末世界をもたらす大天魔と称され、変貌時には「邪ノ道オンステージ!」の音声と共に華の蕾が開き、その華の中心にセイヴァーが坐している。下半身が巨大な菩提樹の花と融合した状態になり、無数に伸ばした蔓と炸裂する花弁を武器とする。
斬月 スイカアームズを圧倒したが、その直後にジンバーメロンアームズに変身した斬月の攻撃により破壊された。
ゴールデンアームズ
『小説』に登場。戦極ドライバーにザクロロックシード、戦極ドライバーのプレートを外した部分に取り付けたゲネシスコアに金のリンゴロックシードを装填して変神した超強化形態。
変身時の掛け声は「変・神（）」で、装着時の音声は、ザクロ側は「ブラッドザクロアームズ! 狂い咲きサクリファイス!」、金のリンゴ側は「金！ ゴールデンアームズ 黄金の果実!」。
鮮血と黄金の鎧に覆われ、血の色でありながら黄金の輝きを持つアームズとされており、外見は左肩がゴールデンアームズとなっている。
専用アームズウェポン・セイヴァーアローとソードブリンガーを使用する二刀流での剣術戦を得意とする。
斬月、ナックル、龍玄3人のジンバーアームズの猛攻により敗れたが、ダークネスアームズとして再び復活した。
ダークネスアームズ
『小説』に登場。ゴールデンアームズでの敗北後に蘇ったセイヴァーの派生形態。金メッキが剥がれたように黄金の輝きが失われ、汚れた紅と澱んだ闇色に染まったアームズとされている。
出現時に「ダークネスアームズ! オぅごんの果実!」の音声が流れる。
魔蛇アームズ
『小説』に登場。かつて狗道供界を導いた『蛇』のイメージと『死』が混ざり合うことで出現した謎のロックシードを使用して変身した真の姿。虚無の幽霊である狗道供界の空虚な魂を顕したがらんどうの餓者髑髏と称され、ザックからはそれっぽい姿とも嘲笑された。
装着時の音声は「魔蛇アームズ! 邪ノ道は蛇!」。
専用アームズウェポンは仮面ライダーフィフティーン同様、黄泉丸を使用する。魔蛇スカッシュで無数の骨の波濤、魔蛇スパーキングで無数の骨から見上げるほど巨大な骨の腕を組み上げて、斬月、龍玄、ナックル、グリドン、ブラーボを葬ろうとするが、その場に現れたバロン、黒影、シグルド、マリカによって阻まれ、供界が勝てなかった凌馬＝デュークのソニックボレーを喰らって崩壊するが、暴走して骸骨恐竜となった。
骸骨恐竜（セイヴァー）
『小説』に登場。魔蛇アームズの暴走形態。セイヴァーの周囲に現れたおびただしい数の骨の群れが集まって恐竜の姿を組み立てた。
骸骨で造られ、すべてを引き裂く牙とすべてを噛み砕く顎（あぎと）を持つ巨大な肉食恐竜（プレデター）と称される。骸骨恐竜の頭部が四つに割れた際には巨大な髑髏とそこに埋まったセイヴァーが姿を現す。
最後は鎧武 極アームズの極スカッシュで倒された。

ツール
戦極ドライバー
ベルトが銀色で、プレート部分にはゲネシスコアが装着されている。なお、変身待機音は不明でブレードを倒した際の音声が「ハッ!」になっている。ちなみに供界がリンゴロックシードの起動実験の際に、最初に装着した戦極ドライバーは初期型の黄色だが、フェイスプレートにアーマードライダーの横顔は描かれていない。仮面ライダー図鑑では狗道がリンゴロックシードを起動させた戦極ドライバーは不安定な試作品で、リンゴロックシードの修復データが安定性のある戦極ドライバー完成の礎になったとされている。
凌馬曰く「奇妙なドライバー」で、エネルギー体と化した供界がこの世を干渉するのに必要な『楔』でもある。Vシネマと小説の2機が存在する。
小説ではこのドライバーを作った経緯が、動画プログラムの凌馬と貴虎の推測で説明されており、ザクロロックシードで操った黒の菩提樹の信者に膨大な資金と時間をかけて造ったとされている。同時に弱点ともされ、Vシネマではデューク、小説ではジンバーメロンの斬月によって破壊されるが、供界が黄金の果実となったことでドライバーも完全に供界の一部となった。
ゲネシスコア
戦極ドライバーのプレートに装着されたパーツで、供界のドライバーにはフェイスプレートが存在せず、常にこのコアが装着されている。
後日譚における『小説』において、禁断のリンゴロックシードの起動事故後、「武神の世界」と称される異世界にたどり着いた供界が、DJサガラからブラッドオレンジロックシードと共に手渡される形で入手した。このため、まだ完成していないはずのゲネシスコアを見た凌馬は驚愕し、何も聞かされていない貴虎は「我々の知らないシステム」と困惑していた。

アームズウェポン
セイヴァーアロー
次世代型アーマードライダーが使うソニックアローに酷似した、ブラッドザクロアームズ専用の黒い弓矢型アームズウェポン。黒の魔弓とも称される。
その形状からまだ完成していない次世代アーマードライダーの武器をセイヴァーが持っていたことに凌馬は驚いていたが、小説ではサガラから渡されたゲネシスコアを基にザクロロックシードと共に生み出されたソニックアローの模造品とされている。
小説ではザクロロックシードを装填して「ザクロチャージ！」の音声を発しながら斬月・真のソニックボレーを相殺した。
赤い大橙丸
武神鎧武が使っていたアームズウェポンと同型。

### 仮面ライダーブラックバロン
『ナックル』に登場。シュラが戦極ドライバーとバナナロックシードを使用して変身した初期型アーマードライダー。装着時音声は「バナナアームズ! ナイト オブ スピアー!」。
外見は駆紋戒斗の変身する仮面ライダーバロン バナナアームズに酷似しているが、ライドウェア部分が赤ではなく黒になっている。変身時には紫色のオーラが出現するのが特徴。
専用アームズウェポンのバナスピアーを豪快に振り回すなど力任せの戦い方を得意とする。
- バロン バナナアームズを黒く色替えしている[21]。

ツール
戦極ドライバー
ベルトが黄色い初期型で、プレートにはブラックバロンの横顔が描かれている。変身待機音はバロン同様、トランペットによるファンファーレのような洋風テイストで、ブレードを倒した際の電子音声は「カモン!」となる。
『舞台 仮面ライダー斬月』に登場するグラシャが変身するプロトバロンのフェイスプレートはブラックバロンの物と変わらない物になっている。

アームズウェポン
バナスピアー
バナナアームズ専用のランス型アームズウェポン。通常のバロンが使用するものと同様。

必殺技
スピアビクトリー（バナナ）
ドライバーのブレードを2回倒すことで「バナナオーレ!」の電子音声と共にロックシードのエネルギーを纏ったバナスピアーで敵を貫く。
ブレードを3回倒すことで「バナナスパーキング!」の電子音声と共にバナスピアーを地面に突き立て、敵の足元からバナナ状のエネルギーを無数に出現させる。
いずれも通常のバナナアームズが黄色いエネルギーであるのに対し、紫色のエネルギーとなっている。

### 仮面ライダーシルフィー ヘルズアームズ
『グリドンVSブラーボ』に登場。鈴鹿まさこが戦極ドライバーとヘルヘイムロックシードを使用して変身した初期型アーマードライダー。
装着時音声は「ヘルズアームズ！侵略の果実！」。
変身の際には果実を模したアームズではなくクラックから出現したヘルヘイムの蔦が鈴鹿の全身を覆い、妖しく両目を発光させながら変身が完了する。また、独自の変身ポーズも持ち、踊り子のようなポーズを取る。
外見はイドゥンに似ていてクラッシャーにはベリーダンサーを思わせる口元を覆う荘厳なベールがあり、腰には金縁の装飾を持つ紫色の腰布を身に着けている。ヘルヘイムの果実を思わせる赤と紫のカラーリングを基調にしているほか、頭部とアームズの肩には金のイヤリングのような装飾が施されている。
ヘルヘイムの蔦を操る能力を持つほか、槍型のアームズウェポン・ヘルズケインを使った槍術戦を得意とする。
操る蔦にはヘルヘイムの実がなっているが、戦極ドライバーを持っている者がもぎ取ってもロックシードに変化しない。
- イドゥンをベースに猫耳のところの造形を残しつつ、アクセサリーのようなものを外付けで多く付けたり、アラビアンフェイスベールを口元に垂らし、ヘルヘイムの実をなぞった前立てを額に付けている[21]。
- 変身ポーズで指先でセットしたロックシードを撫でるのは、女性らしさを意識するためにやったものである[25]。

ツール
戦極ドライバー
ベルトが黄色の初期型で、フェイスプレートにはシルフィーの横顔が描かれている。変身待機音は鎧武同様、法螺貝の和風テイストでカッティングブレードを倒した際の電子音声は「ソイヤ！」となる。

アームズウェポン
ヘルズケイン。
黒影の影松に似た形状の長槍型のアームズウェポン。黄金色に染まった穂先の刃と下部の石突を持つほか、上部にはヘルヘイムの実を思わせる意匠があり、蔦が柄に絡まっている。
- 新規造形で、ヘルヘイムの実の意匠をあしらった魔法の杖のようなイメージでデザインしている。

必殺技
スパーキング
ブレードを3回倒す「ヘルズスパーキング！」で発動。ヘルズケインに紫色のエネルギーを集束させて飛び掛かりながら斬月を突こうとするが、メロンディフェンダーで防がれたうえ、自身は大剣モードの火縄甜瓜DJ銃の斬撃を喰らってしまう。

## キャスト

### 斬月/バロン（キャスト）
「仮面ライダー斬月」
- 呉島貴虎 / 仮面ライダー斬月 - 久保田悠来
- 朱月藤果 / 仮面ライダーイドゥン - 岩田さゆり
- 呉島光実 - 高杉真宙
- 少年貴虎 - 竜跳
- 少年光実 - 西岡航
- 少年藤果 - 内田愛
- シド - 波岡一喜
- 呉島天樹 - 寺田農
- 戦極凌馬 / 仮面ライダーデューク - 青木玄徳
- 湊耀子 / 仮面ライダーマリカ[注釈 13] - 佃井皆美
- 葛葉紘汰 - 佐野岳

「仮面ライダーバロン」
- 駆紋戒斗 / 仮面ライダーバロン、シャプール - 小林豊（二役）
- アルフレッド / 仮面ライダータイラント - 河相我聞
- 高司舞 - 志田友美
- ザック / 仮面ライダーナックル - 松田岳
- ペコ - 百瀬朔
- 城乃内秀保 - 松田凌
- 凰蓮・ピエール・アルフォンゾ / 仮面ライダーブラーボ - 吉田メタル
- 戒斗の父 - 松下哲
- 戒斗の母 - 竹光柱子
- 戒斗幼少期 - 片山蔵人
- ダンサー - 山﨑裕太朗、瀬口黎也
- 三島木大介
- 戦極凌馬 - 青木玄徳
- 湊耀子 - 佃井皆美
- 葛葉紘汰 - 佐野岳

#### スーツアクター（斬月/バロン）
- 仮面ライダー斬月[43][4] - 渡辺淳
- 仮面ライダーバロン[44][43] - 永徳
- 仮面ライダーイドゥン[43][4] - 藤田慧
- 仮面ライダータイラント[43] - 藤井祐伍
- 今井靖彦
- 佐藤太輔
- 岡田和也
- 辻本一樹
- 喜多川2tom
- 石井靖見
- 村井亮
- 蔦宗正人
- 神前元
- 松本竜一
- 榮男樹
- 田中領
- 宮川連
- 田中慶
- 今井結香子[注釈 14]
- 関谷健利
- 前川孟論
- 松本直也
- 矢部敬三

### デューク/ナックル（キャスト）
「仮面ライダーナックル」
- ザック / 仮面ライダーナックル - 松田岳
- ペコ - 百瀬朔
- アザミ - 麻亜里
- 呉島光実 / 仮面ライダー龍玄 - 高杉真宙
- 高司舞 - 志田友美
- 城乃内秀保 - 松田凌
- 初瀬亮二 - 白又敦
- チャッキー - 花影香音
- リカ - 山川未菜
- ラット - 小澤廉
- ダンサー - 兎弐桜路浪漫（Romain Toniolo）
- 審査員 - ポール・ハーバーマン
- 構成員 - 上原誠[45]
- チーム鎧武 - 重友健治、鈴木聖哉、伊藤萌
- チームバロン - 鈴村圭介、鈴木智久、海
- シュラ / 仮面ライダーブラックバロン - 中村龍介
- 凰蓮・ピエール・アルフォンゾ - 吉田メタル
- 駆紋戒斗 - 小林豊

「仮面ライダーデューク」
- 戦極凌馬 / 仮面ライダーデューク - 青木玄徳
- 呉島貴虎 / 仮面ライダー斬月 - 久保田悠来
- 信者 - 斎藤直紀、菊池隆志、高木英一
- 社員 - 細川晃弘
- 研究員 - 平子悟、辻本耕志
- 湊耀子 / 仮面ライダーマリカ - 佃井皆美
- シド / 仮面ライダーシグルド - 波岡一喜
- 狗道供界 / 仮面ライダーセイヴァー - 鳥羽潤
- シュラ - 中村龍介

#### スーツアクター（デューク/ナックル）
- 仮面ライダーデューク[46] - 富永研司
- 仮面ライダー斬月[43] - 渡辺淳
- 仮面ライダーセイヴァー[43] - 藤井祐伍
- 仮面ライダーナックル[46][43]、仮面ライダー龍玄[43]、仮面ライダーシグルド[43] - 佐藤太輔
- 仮面ライダーブラックバロン[46][43] - 永徳
- 向田翼
- 藤田慧
- 高田将司
- 村井亮
- 内川仁朗
- 神前元
- 大岩剣也
- 岡田和也
- 伊藤茂騎
- 北村海
- 浦家賢士
- 榮男樹
- 田中慶
- 隈本秋生
- 寒川祥吾
- 穂積慎也
- 鍜治洸太朗
- 杉浦勇一
- 松本直也
- 森博嗣

### グリドンVSブラーボ（キャスト）
- 城乃内秀保 / 仮面ライダーグリドン - 松田凌
- 凰蓮・ピエール・アルフォンゾ / 仮面ライダーブラーボ - 吉田メタル
- 鈴鹿まさこ / 仮面ライダーシルフィー - 鷲見友美ジェナ
- プロデューサー - 若挟勝也
- リポーター - 富岡英里子
- 初瀬亮二 - 白又敦
- 呉島貴虎 / 仮面ライダー斬月 - 久保田悠来

#### スーツアクター（グリドンVSブラーボ）
- 仮面ライダーグリドン[18] - 岡田和也
- 仮面ライダーブラーボ[18] - 佐藤太輔
- 仮面ライダー斬月[18] - 岩上弘数
- 仮面ライダーシルフィー[25][18] - 高嵜百花
- 中山甲斐
- 鈴木大樹
- 坂井良平
- 古屋貴士
- 佐伯啓
- 稲野純也
- 本田光騎
- 原隆太
- 本多翼

## スタッフ

### 斬月/バロン（スタッフ）
- 原作 - 石ノ森章太郎
- 脚本 - 鋼屋ジン（ニトロプラス / 斬月）、毛利亘宏（バロン）
- 音楽 - 山下康介
- 撮影 - 松村文雄
- 照明 - 西田文彦
- 美術 - 新田隆之
- 編集 - 長田直樹
- 録音 - 平直樹
- 整音 - 曽我薫
- スクリプター - 渋谷康子
- 助監督 - 伊藤良一
- 制作担当 - 中保眞典
- ラインプロデューサー - 下前明弘
- 操演 - 船越幹雄（ライズ）
- 音響効果 - 大野義彦
- 選曲 - 金成謙二（ドンカンバニー）
- 制作デスク - 武中康裕
- プロデューサー補 - 井元隆佑（東映）
- 助監督 - 谷口昌史、作野良輔
- 進行主任 - 石井誠
- 進行 - 永井大裕
- 絵コンテ - なかの★陽
- キャラクターデザイン - 田嶋秀樹（石森プロ）、小林大祐・田中宗二郎・鶴巻拓也（PLEX）
- クリーチャーデザイン - Niθ、中央東口
- ダンス指導 - 掛札拓郎
- トライアルバイク - 野本佳章、成田亮
- 宣伝 - 斎藤貴晴、麻和祥多（東映ビデオ）
- 製作プロダクション - 東映テレビ・プロダクション
- 委員会スタッフ - 安村基・吉田啓昭（東映ビデオ）、梶淳・水髙愛（テレビ朝日）、波多野淳一・実松照晃（ADK）、垰義孝・小野口征（バンダイ）
- スーパーハイザー - 小野寺章（石森プロ）
- エグゼクティブプロデューサー - 加藤和夫（東映ビデオ）、佐々木基（テレビ朝日）
- プロデューサー - 中野剛（東映ビデオ）、武部直美・望月卓（東映）
- アクション監督 - 竹田道弘（ジャパンアクションエンタープライズ）
- 製作 - 東映ビデオ、tv asahi、ADK、BANDAI、東映
- 監督 - 金田治（ジャパンアクションエンタープライズ）

### デューク/ナックル（スタッフ）
- 原作 - 石ノ森章太郎
- 脚本 - 鋼屋ジン（ニトロプラス / デューク）、毛利亘宏（ナックル）
- 音楽 - 山下康介
- 撮影 - 松村文雄
- 照明 - 水本富男
- 美術 - 将多
- 編集 - 長田直樹
- 録音 - 下代宗太郎
- 整音 - 曽我薫
- スクリプター - 國米美子
- 助監督 - 葉山康一郎
- 制作担当 - 柿本浩樹
- ラインプロデューサー - 下前明弘
- 操演 - 船越幹雄（ライズ）
- キャラクターデザイン - 田嶋秀樹（石森プロ）、小林大祐・鶴巻拓也（PLEX）
- クリーチャーデザイン - Niθ
- 助監督 - 亀原宏誠、石黒裕章
- 制作デスク - 近藤孔明
- ダンス振付 - 彩木エリ
- 振付・指導 - 掛札拓郎、YUMA
- 進行主任 - 喜多智彦
- 進行助手 - 永井大裕
- 広報AP - 上浦侑奈
- 宣伝 - 斎藤貴晴、麻和祥多（東映ビデオ）
- 音響効果 - 大野義彦
- 選曲 - 金成謙二（ドンカンバニー）
- 絵コンテ - 國米美帆
- SPECIAL THANKS - 西嶋美幸、松本寛也、望月遥、ボランティアエキストラのみなさん
- 製作プロダクション - 東映テレビ・プロダクション
- 委員会スタッフ - 安村基・大澤保夫（東映ビデオ）、梶淳・水髙愛（テレビ朝日）、波多野淳一・大矢篤志・古谷大輔（ADK）、垰義孝・小野口征（バンダイ）
- スーパーハイザー - 小野寺章（石森プロ）
- エグゼクティブプロデューサー - 加藤和夫（東映ビデオ）、佐々木基（テレビ朝日）
- プロデューサー - 中野剛（東映ビデオ）、武部直美・望月卓（東映）
- アクション監督 - 竹田道弘（ジャパンアクションエンタープライズ）
- 製作 - 東映ビデオ、tv asahi、ADK、BANDAI、東映
- 監督 - 金田治（ジャパンアクションエンタープライズ）

### グリドンVSブラーボ（スタッフ）
- 原作 - 石ノ森章太郎
- 脚本 - 毛利亘宏
- 音楽 - 山下康介
- 撮影 - 大谷英樹
- VE - 二階堂隼
- 照明 - 小管祐也
- 装飾 - 松下利秀
- 録音 - 平井秀知
- 編集 - 青木翔子
- スクリプター - 赤澤環
- 助監督 - 大峯靖弘
- 制作担当 - 間口彰
- ラインプロデューサー - 山下秀治
- Bキャメラ - 佐藤慎也
- 撮影助手 - 柳田菜生
- 照明助手 - 青山茂雄、小林敦
- 録音助手 - 赤石栄依、宮澤健次郎
- 持道具 - 瓜田琴子
- 衣裳 - 杉山敦子、角田千香
- メイク - 金森恵、由梨乃
- 操演 - 船越幹雄、保倉一郎
- 助監督 - 石川浩之、松本千晶
- 絵コンテ - ユカワヨウスケ
- 制作主任 - 山本剛、前川陽子
- 制作進行 - 有川奈々絵
- 制作応援 - 伊勢克則、伊藤祐
- 車輌 - 竹内亮太、佐藤源、金澤正美
- キャラクターデザイン - 田嶋秀樹（石森プロ）、PLEX
- 資料担当 - 山辺浩一、金子しん一（石森プロ）
- オンラインエディター - 紀伊正志
- 技術プロデューサー - 平木美和、竹岩章
- 技術デスク - 安部講志
- 編集デスク - 曽根原護
- 選曲 - 大森力也
- 音響効果 - 小清水智
- スチール - 渡辺直之、阿部昌弘
- コロナ対策班 - 髙橋曜子
- 演技事務 - 岩瀬恵美子
- 制作デスク - 熊谷礼美、福留夏美
- プロデュース補 - 賢賀由紀（東映）
- 演出部応援 - 谷口雄哉
- キャラクター管理応援 - 箱田准一、石橋諒、横山慶次郎
- キャラクター管理 - 藤好信暁
- キャラクター管理協力 - 中村豊
- プロダクション協力 - 下前明弘
- 宣伝デザイン - 管誠司
- 日本映像クリエイティブ
  - VFXスーパーバイザー - 長部恭平
  - VFXアーティスト - 鈴木嘉大、越智裕司、小松祐規、磯田功介、前田尚弘、今井昭克、高橋泰孝、武隈樹成、南剛、若林純
- キャラクター造形製作 - ブレンドマスター / ブレンドワークス
- 衣装協力 - ユニフォームのKAZEN
- 技術協力 - 東通、Kカンパニー
- 撮影協力 - 富士港運、菓子工房オークウッド、春日部市、tv asahi
- 協力 - 京映アーツ、東京衣装、ライズ、日本照明、グリフィス、アンダーグラフ、林デジタル工務店、セレソンアート工房、ジャパンアクションエンタープライズ、BOS Action Unity、SPOT、三映印刷、東宝スタジオ、東京美工、東映 東京撮影所、東映テレビ・プロダクション
- スーパーバイザー - 小野寺章
- プロデューサー - 白倉伸一郎、武部直美、小出大樹、中野剛（東映）、渕勇二（テレビ朝日）、長谷川晴彦、石田和義（ROBOT）
- 企画 - 小池健之、園田圭吾、伴春菜（東映）、斎藤純弥、吉田拓海（テレビ朝日）、車古光一、野上理恵（バンダイナムコライツマーケティング）
- アクション監督 - 宮崎剛（ジャパンアクションエンタープライズ）
- 監督 - 諸田敏
- 制作 - ROBOT
- 製作 - 東映特撮ファンクラブ

## 音楽

### 斬月/バロン（音楽）
挿入歌「Lights of my wish」
作詞 - 藤林聖子 / 作曲 - Ryo  / 編曲 - Ryo・五十嵐淳一 / 歌 - 高司舞（C.V.志田友美）
挿入歌「Unperfected World」
作詞 - 藤林聖子 / 作曲・編曲 - Ryo / 歌 - 駆紋戒斗（C.V.小林豊）

### デューク/ナックル（音楽）
挿入歌「Dance With Me」
作詞 - 藤林聖子 / 作曲 - 五戸力 / 編曲 - ats- / 歌 - TEAM BARON（CV：松田岳/百瀬朔/小林豊）

### グリドンVSブラーボ（音楽）
主題歌「You are the HERO」
作詞・作曲 - SHOCK EYE / 編曲 - 草野将史 / 歌 - SHOCK EYE from 鎧武乃風 / 主題歌プロデュース - avex trax

## ソフト

### 斬月/バロン（ソフト）
2015年4月22日発売。Blu-ray / DVDでリリース。
- 鎧武/ガイム外伝 仮面ライダー斬月/仮面ライダーバロン 通常版（1枚組）
  - 映像特典
    - メイキング
    - 上映イベント舞台挨拶（Blu-ray版のみ）
    - 特報
    - 予告
    - ロックシードPV
    - DESIGN GALLERY
    - POSTER VISUAL

  - 音声特典（Blu-ray版のみ）
    - オーディオコメンタリー（小林豊×久保田悠来×青木玄徳×監督：金田治）

  - リバーシブルジャケット仕様
- 鎧武/ガイム外伝 仮面ライダー斬月/仮面ライダーバロン ロックシード版（1枚組・初回限定生産）
  - セット内容
    - 鎧武/ガイム外伝 仮面ライダー斬月/仮面ライダーバロン（通常版と共通）
    - DX禁断のリンゴロックシード
    - 仮面ライダーイドゥンフェイスプレート
    - スペシャルライナーカード（2枚）

### デューク/ナックル（ソフト）
2015年11月11日発売。Blu-ray / DVDでリリース。
- 鎧武/ガイム外伝 仮面ライダーデューク/仮面ライダーナックル 通常版（1枚組）
  - 映像特典
    - メイキング
    - アナザーダンスシーン
    - 特報
    - 予告
    - ロックシードPV
    - DESIGN GALLERY
    - POSTER VISUAL

  - 音声特典（Blu-ray版のみ）
    - オーディオコメンタリー（青木玄徳×松田岳×プロデューサー：望月卓×監督：金田治）

  - リバーシブルジャケット仕様
- 鎧武/ガイム外伝 仮面ライダーデューク/仮面ライダーナックル ロックシード版（1枚組・初回限定生産）
  - セット内容
    - 鎧武/ガイム外伝 仮面ライダーデューク/仮面ライダーナックル（通常版と共通）
    - DXレモンロックシード
    - 仮面ライダーデュークフェイスプレート
    - スペシャルライナーカード（2枚）

## 他媒体展開
『仮面ライダー鎧武/ガイム』
『仮面ライダーデューク』は第12話から第14話の間のころを舞台とし、ユグドラシルメンバーの過去も描かれる。
『仮面ライダー×仮面ライダー ドライブ&鎧武 MOVIE大戦フルスロットル』（2014年12月13日公開）
『仮面ライダードライブ』と『仮面ライダー鎧武/ガイム』のクロスオーバー作品。『仮面ライダーナックル』は1年後を舞台とし、チームバロンの過去も描かれる。
『『仮面ライダー斬月』-鎧武外伝-』
2019年3月に上演された、呉島貴虎 / 仮面ライダー斬月を主人公とした演劇作品。